# Mhabib
Mhabib (in arabo محيبيب‎?), o anche Muhajbib, Muheibib o Neby Muheibîb, è un villaggio del Libano meridionale sito nel distretto di Marjayoun nel governatorato di Nabatiye tra i comuni di Blida e Mays el Jabal.

## Storia
Il villaggio viene menzionato in un primo censimento del Palestine Exploration Fund del 1881 venendo descritto come un piccolo villaggio popolato da una settantina di musulmani. All'interno del villaggio è presente un piccolo santuario dedicato al profeta Beniamino.
Nel 2024 il 7012º battaglione della 3ª Brigata "Alexandroni" delle Forze di terra israeliane ha fatto detonare il villaggio sospettando che vi fosse un centro di gestione dei combattimenti di Hezbollah.